# Boks
Boks je borilni šport. Ponavadi sta v ringu dva boksarja in sodnik. Kategorije pri boksu so: polmušja (do 48 kg), mušja (do 51 kg), bantamska (do 54 kg), peresna (do 57 kg), lahka (do 60 kg), polvelterska (do 64 kg), velterska (do 69 kg), srednja (do 75 kg), poltežka (do 81 kg), težka (do 91 kg) in supertežka (nad 91 kg).
Najboljši slovenski boksar je Dejan Zavec, ki je leta 2009 postal svetovni prvak v velterski kategoriji.
Dvoboj se lahko konča na več načinov. Cilj boksarjev v angleškem boksu je nasprotnika udariti tako močno, da bi bil ta izločen ali pa ga prisiliti k predaji, oziroma zmagati z večjim številom točk. Dvoboj se konča z nokavtom. O slednjem govorimo, ko eden izmed igralcev pade na tla in deset sekund negibno leži. Poznamo tudi tehnični nokavt, pri katerem eden izmed tekmovalcev ne more nadaljevati dvoboja in ga sodnik razglasi za poraženca. Če pa se dvoboj konča brez predaje, o zmagi odločajo točke: ob koncu tekme žirija in sodnik preštejejo pravilno izvedene udarce ter s tem boksarjem dodelijo določeno število točk.

## Zgodovina

### Boj s pestmi
Boks je eden najstarejših športov v Sredozemlju, saj so se s pestmi bojevali že na antičnih olimpijskih igrah. Boj s pestmi iz časa starih Grkov je bil surovejši in nasilnejši od boksa, kot ga poznamo danes. Boji s pestmi niso bili časovno omejeni in so trajali dokler eden izmed tekmovalcev ni bil izločen, oziroma se je vdal. Zgodovina boja s pestmi se nadaljuje v Rimu, vendar ne kot športna dejavnost, temveč kot metoda vojaškega urjenja. Zanimivo je, da so Rimljani sprejeli zakon, po katerem se udeleženec boja s pestmi strinja s tveganjem, da je lahko v dvoboju ranjen in se zato odpoveduje odškodnini.

### Začetek boksa
Boj s pestmi se je začel v boks preoblikovati na začetku 18. stoletja, ime pa je dobil po angleški besedni zvezi "to box", ki pomeni udarjati s pestmi. Boksarska srečanja so bila od vedno izjemno dolga. Najdaljše je bilo leta 1855, ko sta se tekmeca bojevala kar 6 ur in 15 minut. Poleg tega takrat še niso bile v uporabi boksarske rokavice in po udarcu, ki je nasprotnika podrl na tla, so obračun za trideset sekund prekinili. Pravila sodobnega boksa je vpeljal Markiz Queensbury in s tem v začetku 19. stoletja dokončno spremenil boj s pestmi v angleški boks. Po uvedbi pravil je bilo srečanje razdeljeno na triminutne runde, med rundami pa so sledili enominutni odmori. Po novih pravilih so si morali boksarji nadeti boksarske rokavice, glede na težo pa so bili razdeljeni v kategorije. Boks je postal olimpijski šport na olimpijskih igrah v St. Louisu leta 1904.

## Pravila
Današnji olimpijski program obsega 12 kategorij: do 48 kilogramov oziroma papirnato, mušjo (do 51 kilogramov), bantamsko (do 54 kilogramov), do 57 kilogramov oziroma peresno lahko, lahko oziroma do 60 kilogramov, polvelter (63,5 kg) in velter (do 67 kilogramov), polsrednjo in srednjo (do 71 oziroma do 75 kilogramov), poltežko (do 81 kilogramov), težko (do 91 kilogramov) in super težko (nad 91 kilogramov). 

## Francoski boks
Začetki francoskega boksa segajo v 19. stoletja, ko se je v Franciji rodila oblika brcanja savate. Po zaslugi Charlesa Lecourja je savate nekaj let kasneje postal francoski boks. Šport združuje tehnike brcanja z udarci s pestmi, ki jih je navdihnil že opisani angleški boks. Francoski boks zahteva samoobvladovanje, hitrost ter sposobnost ohranjanja ravnotežja in prožnosti, kar omogoča hitro izmenjavo udarcev s pestmi in nogami. Dovoljena mesta za udarce s pestmi so enaka kot pri angleškem boksu, udarci z nogami pa so dovoljeni v vsa mesta nad pasom, v noge ter sprednji in stranski del glave.